# 阿根廷外交部
外交、国际贸易和宗教事务部（西班牙語：Ministerio de Relaciones Exteriores, Comercio Internacional y Culto，简称MRECIC，通称阿根廷外交部）是阿根廷政府一個負責处理阿根廷对外关系、阿根廷外交政策、国际贸易、侨民以及与南方共同市場和天主教會有关事务的部门。阿根廷外交部是阿根廷政府中历史最悠久、持续存在時間最長的部门之一，自1854年阿根廷总统胡斯托·何塞·德·乌尔基萨執政以来它就一直存在。在此前，外交事务由布宜诺斯艾利斯省省长代表其他省份负责。
此前被称为总理府（Cancillería），而首长则被称为canciller，名称仍然偶尔非正式使用。

## 历史
根据1853年5月1日颁布的宪法第84条设立的“外交部”（西班牙語：Ministerio de Relaciones Exteriores），是阿根廷最早的五个部门之一。在1856年，第80号法完善了他的权力范围。
1898年10月10日通过的3727号法将宗教事务纳入职务范围，并更名为外交和宗教部（西班牙語：Ministerio de Relaciones Exteriores y Culto）。
1993年1月13日颁布的第24190号法，将国际贸易加入管辖范围，于是更名为外交、国际贸易和宗教事务部（西班牙語：Ministerio de Relaciones Exteriores, Comercio Internacional y Culto）。
2011年12月7日，克里斯蒂娜·费尔南德斯·德基什内尔政府将国际贸易的管辖权交给经济和公共财政部，并更名为外交和宗教事务部（西班牙語：Ministerio de Relaciones Exteriores y Culto）。
2019年，通过第7/2019号必要性和紧急性法令，阿尔韦托·费尔南德斯总统重新将名称改回外交、国际贸易和宗教事务部（西班牙語：Ministerio de Relaciones Exteriores, Comercio Internacional y Culto）。

## 权力
根据第22520号法，这个部门的权力是：
asistir al Presidente de la Nación, y al Jefe de Gabinete de Ministros en orden a sus competencias, en todo lo inherente a las relaciones exteriores de la Nación y su representación ante los gobiernos extranjeros, la SANTA SEDE y las entidades internacionales en todos los campos del accionar de la República (…)——第22 520号法，第18条
参考翻译
按职权顺序协助国家总统和内阁部长处理对外关系及其在外国政府、圣座和国际实体在所有行动领域的代表权的一切事务
宪法第27条规定：
El Gobierno Federal está obligado a afianzar sus relaciones de paz y comercio con las potencias extranjeras por medio de tratados que estén en conformidad con los principios de derecho público establecidos en esta Constitución.
参考翻译：
联邦政府有义务通过符合本宪法确立的公法原则的条约，加强与外国的和平与贸易关系。
同时，宪法第一项临时规定：
La Nación Argentina ratifica su legítima e imprescriptible soberanía sobre las Islas Malvinas, Georgias del Sur y Sandwich del Sur y los espacios marítimos e insulares correspondientes, por ser parte integrante del territorio nacional. La recuperación de dichos territorios y el ejercicio pleno de la soberanía, respetando el modo de vida de sus habitantes, y conforme a los principios del derecho internacional, constituyen un objetivo permanente e irrenunciable del pueblo argentino.
参考翻译：
阿根廷国家批准其对马尔维纳斯群岛、南乔治亚和南桑威奇群岛以及相应的海洋和岛屿空间的合法和作为国家领土的组成部分的不可侵犯的主权。收复上述领土和充分行使主权，尊重其居民的生活方式，并根据国际法原则，构成阿根廷人民永久和不可剥夺的目标。

## 总部
1936年，政府获得安克雷纳宫，更名为圣马丁宫并将其作为外交部的总部。现今这栋建筑作为礼仪总部，而办公室早已移至1998年建造的大使馆大楼。

## 历任部长
| No.                                            | 部长                                    | 政党                                    | 政党                                    | 任期                                    | 总统                                    | 总统                                    |
| 布宜诺斯艾利斯省外交部（1822年—1826年）        | 布宜诺斯艾利斯省外交部（1822年—1826年） | 布宜诺斯艾利斯省外交部（1822年—1826年） | 布宜诺斯艾利斯省外交部（1822年—1826年） | 布宜诺斯艾利斯省外交部（1822年—1826年） | 布宜诺斯艾利斯省外交部（1822年—1826年） | 布宜诺斯艾利斯省外交部（1822年—1826年） |
| ---------------------------------------------- | --------------------------------------- | --------------------------------------- | --------------------------------------- | --------------------------------------- | --------------------------------------- | --------------------------------------- |
| –                                              | 贝纳迪诺·里瓦达维亚                     |                                         | 一元党                                  | 1822年2月5日—1824年5月24日              |                                         | 委员会                                  |
| –                                              | 曼努埃尔·何塞·加西亚                    |                                         | 无党派人士                              | 1824年5月24日—1826年2月10日             |                                         | 委员会                                  |
| 拉普拉塔联合省外交部（1826年—1831年）          |                                         |                                         |                                         |                                         |                                         |                                         |
| –                                              | 弗朗西斯科·费尔南德斯·德拉克鲁斯        |                                         | 一元党                                  | 1826年2月10日—1827年6月27日             |                                         | 贝纳迪诺·里瓦达维亚                     |
| –                                              | 何塞·米格尔·迪亚兹·贝莱斯               |                                         |                                         | 1828年12月3日—1829年5月4日              |                                         | 胡安·拉瓦列                             |
| –                                              | 萨尔瓦多·玛丽亚·德尔卡里尔              |                                         | 一元党                                  | 1829年5月4日—1829年8月7日               |                                         | 马丁·罗德里格斯                         |
| –                                              | 托马斯·吉多                             |                                         | 一元党                                  | 1829年8月7日—1830年3月3日               |                                         | 马丁·罗德里格斯                         |
| 阿根廷邦联外交部（1831年—1854年）              |                                         |                                         |                                         |                                         |                                         |                                         |
| -                                              | 曼努埃尔·多雷戈                         |                                         | 联邦党                                  | 1827年8月13日—1828年12月1日             |                                         | 比森特·羅培茲-普拉內斯                  |
| 阿根廷共和国外交部（1898年—1989年）            |                                         |                                         |                                         |                                         |                                         |                                         |
| 1                                              | 胡安·马里亚·古铁雷斯                    |                                         | 无党派人士                              | 1854年3月5日—1856年8月1日               |                                         | 胡斯托·何塞·德乌尔基萨                  |
| 2                                              | 贝尔纳韦·洛佩斯                         |                                         | 一元党                                  | 1856年8月1日—1858年9月30日              |                                         | 胡斯托·何塞·德乌尔基萨                  |
| 3                                              | 路易斯·何塞·德拉培尼亚                  |                                         | 无党派人士                              | 1858年9月30日—1860年3月5日              |                                         | 胡斯托·何塞·德乌尔基萨                  |
| 4                                              | 埃米利奥·德阿尔韦亚尔                   |                                         | 无党派人士                              | 1860年3月5日—1860年12月14日             |                                         | 圣地亚哥·德尔基                         |
| 5                                              | 小弗朗西斯科·比科                       |                                         | 一元党                                  | 1860年12月14日—1861年2月6日             |                                         | 圣地亚哥·德尔基                         |
| 5                                              | 尼卡诺尔·莫利纳斯                       |                                         | 无党派人士                              | 1861年2月6日—1861年7月3日               |                                         | 圣地亚哥·德尔基                         |
| 6                                              | 何塞·塞韦罗·德奥尔莫斯                  |                                         | 无党派人士                              | 1861年7月3日—1861年11月5日              |                                         | 圣地亚哥·德尔基                         |
| 7                                              | 鲁菲诺·德埃利萨尔德                     |                                         | 自由民主党                              | 1862年10月12日—1867年12月6日            |                                         | 巴托洛梅·米特雷                         |
| 8                                              | 马塞利诺·乌加特                         |                                         | 自由民主党                              | 1867年12月6日—1868年1月25日             |                                         | 巴托洛梅·米特雷                         |
| 9                                              | 鲁菲诺·德埃利萨尔德                     |                                         | 自由民主党                              | 1868年1月25日—1868年10月12日            |                                         | 巴托洛梅·米特雷                         |
| 10                                             | 马里亚诺·阿德里安·巴雷拉                |                                         | 无党派人士                              | 1868年10月12日—1870年8月17日            |                                         | 多明戈·福斯蒂诺·萨米恩托                |
| 11                                             | 卡洛斯·特赫多尔                         |                                         | 无党派人士                              | 1870年8月17日—1874年10月12日            |                                         | 多明戈·福斯蒂诺·萨米恩托                |
| 12                                             | 佩德罗·安东尼奥·帕尔多·萨拉维亚         |                                         | 无党派人士                              | 1874年10月12日—1875年8月2日             |                                         | 尼古拉斯·阿韦利亚内达                   |
| 13                                             | 贝尔纳多·德伊里戈延                     |                                         | 民族自治党                              | 1875年8月2日—1877年10月2日              |                                         | 尼古拉斯·阿韦利亚内达                   |
| 14                                             | 鲁菲诺·德埃利萨尔德                     |                                         | 民族自治党                              | 1877年10月2日—1878年5月8日              |                                         | 尼古拉斯·阿韦利亚内达                   |
| 15                                             | 曼努埃尔·蒙特斯·德奥卡                  |                                         | 无党派人士                              | 1878年5月8日—1879年9月6日               |                                         | 尼古拉斯·阿韦利亚内达                   |
| 16                                             | 多明戈·福斯蒂诺·萨米恩托                |                                         | 无党派人士                              | 1879年9月6日—1879年10月9日              |                                         | 尼古拉斯·阿韦利亚内达                   |
| 17                                             | 卢卡斯·冈萨雷斯                         |                                         | 无党派人士                              | 1879年10月9日—1880年6月7日              |                                         | 尼古拉斯·阿韦利亚内达                   |
| 18                                             | 本哈明·索里利亚                         |                                         | 民族自治党                              | 1880年6月7日—1880年10月12日             |                                         | 尼古拉斯·阿韦利亚内达                   |
| 19                                             | 贝尔纳多·德伊里戈延                     |                                         | 民族自治党                              | 1880年10月12日—1882年2月11日            |                                         | 胡利奥·阿根蒂诺·罗卡                    |
| 20                                             | 维多利诺·德拉普拉萨                     |                                         | 民族自治党                              | 1882年2月11日—1883年10月25日            |                                         | 胡利奥·阿根蒂诺·罗卡                    |
| 21                                             | 弗朗西斯科·索里利亚                     |                                         | 民族自治党                              | 1883年10月25日—1886年10月12日           |                                         | 胡利奥·阿根蒂诺·罗卡                    |
| 22                                             | 诺韦尔托·基尔诺·科斯塔                  |                                         | 民族自治党                              | 1886年10月12日—1889年8月27日            |                                         | 米格尔·胡亚雷斯·塞尔曼                  |
| 23                                             | 埃斯塔尼斯劳·塞瓦略斯                   |                                         | 民族自治党                              | 1889年9月10日—1890年4月12日             |                                         | 米格尔·胡亚雷斯·塞尔曼                  |
| 24                                             | 罗克·萨恩斯·佩尼亚                      |                                         | 民族自治党                              | 1890年4月12日—1890年8月6日              |                                         | 米格尔·胡亚雷斯·塞尔曼                  |
| 25                                             | 爱德华多·科斯塔                         |                                         | 民族自治党                              | 1890年8月7日—1891年10月22日             |                                         | 卡洛斯·佩列格里尼                       |
| 26                                             | 埃斯塔尼斯劳·塞瓦略斯                   |                                         | 民族自治党                              | 1891年10月22日—1892年10月12日           |                                         | 卡洛斯·佩列格里尼                       |
| 27                                             | 托马斯·塞韦里诺·德安乔雷纳              |                                         | 民族自治党                              | 1892年10月12日—1893年5月1日             |                                         | 路易斯·萨恩斯·佩尼亚                    |
| 28                                             | 阿曼西奥·阿尔科塔                       |                                         | 民族自治党                              | 1893年5月1日—1893年6月7日               |                                         | 路易斯·萨恩斯·佩尼亚                    |
| 29                                             | 米格尔·卡内                             |                                         | 民族自治党                              | 1893年6月7日—1893年6月27日              |                                         | 路易斯·萨恩斯·佩尼亚                    |
| 30                                             | 诺韦尔托·基尔诺·科斯塔                  |                                         | 民族自治党                              | 1893年6月27日—1893年7月5日              |                                         | 路易斯·萨恩斯·佩尼亚                    |
| 33                                             | 巴伦廷·维拉索罗                         |                                         | 民族自治党                              | 1893年7月5日—1893年12月16日             |                                         | 路易斯·萨恩斯·佩尼亚                    |
| 34                                             | 爱德华多·科斯塔                         |                                         | 民族自治党                              | 1893年12月16日—1895年1月23日            |                                         | 路易斯·萨恩斯·佩尼亚                    |
| 阿根廷共和国外交和宗教事务部 （1898年—1992年） |                                         |                                         |                                         |                                         |                                         |                                         |
| 35                                             | 阿曼西奥·阿尔科塔                       |                                         | 民族自治党                              | 1895年1月23日—1898年10月12日            |                                         | 何塞·埃瓦里斯托·乌里武鲁                |
| 35                                             | 阿曼西奥·阿尔科塔                       | 1898年10月12日—1899年1月21日            | 民族自治党                              |                                         | 胡利奥·阿根蒂诺·罗卡                    |                                         |
| 36                                             | 费利佩·约夫雷                           |                                         | 民族自治党                              | 1899年1月21日—1902年5月7日              | 胡利奥·阿根蒂诺·罗卡                    |                                         |
| 37                                             | 路易斯·马里亚·德拉戈                    |                                         | 民族自治党                              | 1902年5月9日—1903年7月18日              | 胡利奥·阿根蒂诺·罗卡                    |                                         |
| 38                                             | 胡安·安东尼奥·特里                      |                                         | 民族自治党                              | 1903年7月20日—1904年10月12日            | 胡利奥·阿根蒂诺·罗卡                    |                                         |
| 39                                             | 卡洛斯·罗德里格斯·拉雷塔                |                                         | 民族自治党                              | 1904年10月12日—1906年3月12日            |                                         | 曼努埃尔·金塔纳                         |
| 40                                             | 曼努埃尔·奥古斯托·蒙特斯·德奥卡         |                                         | 民族自治党                              | 1906年3月12日—1906年11月21日            |                                         | 何塞·菲格罗亚·阿尔科塔                  |
| 41                                             | 埃斯塔尼斯劳·塞瓦略斯                   |                                         | 民族自治党                              | 1906年11月21日—1908年6月21日            |                                         | 何塞·菲格罗亚·阿尔科塔                  |
| 42                                             | 维多利诺·德拉普拉萨                     |                                         | 民族自治党                              | 1908年6月22日—1910年8月9日              |                                         | 何塞·菲格罗亚·阿尔科塔                  |
| 43                                             | 卡洛斯·罗德里格斯·拉雷塔                |                                         | 民族自治党                              | 1910年8月9日—1910年10月12日             |                                         | 何塞·菲格罗亚·阿尔科塔                  |
| 44                                             | 埃皮法尼奥·波特拉                       |                                         | 民族自治党                              | 1910年10月12日—1910年12月17日           |                                         | 罗克·萨恩斯·佩尼亚                      |
| 45                                             | 埃内斯托·博施                           |                                         | 无党派人士                              | 1910年12月17日—1914年2月16日            |                                         | 罗克·萨恩斯·佩尼亚                      |
| 46                                             | 胡安·路易斯·穆拉图雷                    |                                         | 民族自治党                              | 1914年2月16日—1914年8月9日              |                                         | 罗克·萨恩斯·佩尼亚                      |
| 46                                             | 胡安·路易斯·穆拉图雷                    | 1914年8月9日—1916年10月12日             | 民族自治党                              |                                         | 维多利诺·德拉普拉萨                     |                                         |
| 48                                             | 卡洛斯·阿尔弗雷多·贝库                  |                                         | 激进公民联盟                            | 1916年10月12日—1917年1月30日            |                                         | 伊波利托·伊里戈延                       |
| 49                                             | 奥诺里奥·普埃伦东                       |                                         | 激进公民联盟                            | 1917年1月30日—1922年10月12日            |                                         | 伊波利托·伊里戈延                       |
| 50                                             | 安赫尔·加利亚多                         |                                         | 激进公民联盟                            | 1922年10月12日—1928年10月12日           |                                         | 马塞洛·托尔夸托·德阿尔韦亚尔            |
| 51                                             | 奥拉西奥·欧伊阿纳特                     |                                         | 激进公民联盟                            | 1928年10月12日—1930年9月6日             |                                         | 伊波利托·伊里戈延                       |
| 52                                             | 埃内斯托·博施                           |                                         | 无党派人士                              | 1930年9月6日—1931年10月9日              |                                         | 何塞·费利克斯·乌里武鲁                  |
| 53                                             | 阿道弗·比奥伊·多梅克                    |                                         | 无党派人士                              | 1931年10月9日—1932年2月20日             |                                         | 何塞·费利克斯·乌里武鲁                  |
| 54                                             | 卡洛斯·萨韦德拉·拉马斯                  |                                         | 国家民主党                              | 1932年2月20日—1938年2月20日             |                                         | 阿古斯丁·佩德罗·胡斯托                  |
| 55                                             | 何塞·玛丽亚·坎蒂洛                      |                                         | 激进公民联盟                            | 1938年2月20日—1940年9月2日              |                                         | 罗伯托·马塞利诺·奥尔蒂斯                |
| 56                                             | 胡利奥·阿亨蒂诺·帕斯夸尔·罗卡           |                                         | 国家民主党                              | 1938年2月20日—1940年9月2日              |                                         | 罗伯托·马塞利诺·奥尔蒂斯                |
| 57                                             | 吉列尔莫·罗特                           |                                         | 国家民主党                              | 1941年1月28日—1941年6月13日             |                                         | 罗伯托·马塞利诺·奥尔蒂斯                |
| 58                                             | 恩里克·鲁伊斯·吉尼亚苏                  |                                         | 无党派人士                              | 1941年6月13日—1942年6月27日             |                                         | 罗伯托·马塞利诺·奥尔蒂斯                |
| 58                                             | 恩里克·鲁伊斯·吉尼亚苏                  | 1942年6月27日—1943年6月4日              | 无党派人士                              |                                         | 拉蒙·卡斯蒂略                           |                                         |
| 59                                             | 塞贡多·斯托尼                           |                                         | 无党派人士 (军队)                       | 1943年6月7日—1943年9月9日               |                                         | 佩德罗·巴勃罗·拉米雷斯                  |
| 60                                             | 阿尔韦托·希尔韦特                       |                                         | 无党派人士 (军队)                       | 1943年9月10日—1943年10月21日            |                                         | 佩德罗·巴勃罗·拉米雷斯                  |
| 61                                             | 迭戈·伊西德罗·梅森                      |                                         | 无党派人士 (军队)                       | 1944年2月22日—1944年5月2日              |                                         | 埃德尔米罗·胡利安·法雷利                |
| 62                                             | 奥兰多·洛伦索·佩卢福                    |                                         | 无党派人士 (军队)                       | 1944年5月2日—1945年1月15日              |                                         | 埃德尔米罗·胡利安·法雷利                |
| 63                                             | 塞萨尔·阿梅吉诺                         |                                         | 无党派人士                              | 1945年1月18日—1945年8月27日             |                                         | 埃德尔米罗·胡利安·法雷利                |
| 64                                             | 胡安·伊萨克·库克                        |                                         | 激进公民联盟                            | 1945年8月27日—1946年6月4日              |                                         | 埃德尔米罗·胡利安·法雷利                |
| 65                                             | 胡安·阿蒂略·布拉穆利亚                  |                                         | 庇隆党                                  | 1946年6月4日—1949年8月11日              |                                         | 胡安·多明戈·庇隆                        |
| 66                                             | 伊波利托·赫苏斯·帕斯                    |                                         | 庇隆党                                  | 1949年8月13日—1951年6月28日             |                                         | 胡安·多明戈·庇隆                        |
| 67                                             | 赫罗尼莫·雷莫里诺                       |                                         | 庇隆党                                  | 1951年6月28日—1955年8月25日             |                                         | 胡安·多明戈·庇隆                        |
| 68                                             | 伊尔德方索·卡瓦尼亚·马丁内斯            |                                         | 庇隆党                                  | 1955年8月25日—1955年9月22日             |                                         | 胡安·多明戈·庇隆                        |
| 69                                             | 马里奥·阿马德奥                         |                                         | 无党派人士                              | 1955年9月22日—1955年11月13日            |                                         | 爱德华多·洛纳迪                         |
| 70                                             | 路易斯·波德斯塔·科斯塔                  |                                         | 无党派人士                              | 1955年11月13日—1957年1月25日            |                                         | 佩德罗·尤金尼奥·阿兰布鲁                |
| 71                                             | 阿方索·德拉费雷尔                       |                                         | 无党派人士                              | 1957年1月30日—1958年1月13日             |                                         | 佩德罗·尤金尼奥·阿兰布鲁                |
| 72                                             | 亚历杭德罗·塞瓦略斯                     |                                         | 无党派人士                              | 1958年1月29日—1958年5月1日              |                                         | 佩德罗·尤金尼奥·阿兰布鲁                |
| 73                                             | 卡洛斯·弗洛里特                         |                                         | 激进公民联盟                            | 1958年5月1日—1959年5月15日              |                                         | 阿图罗·弗朗迪西                         |
| 74                                             | 迪奥赫内斯·塔沃阿达                     |                                         | 激进公民联盟                            | 1959年5月22日—1961年4月28日             |                                         | 阿图罗·弗朗迪西                         |
| 75                                             | 阿道弗·穆希卡                           |                                         | 国家民主党                              | 1961年4月28日—1961年8月29日             |                                         | 阿图罗·弗朗迪西                         |
| 76                                             | 米格尔·安赫尔·卡尔卡诺                  |                                         | 激进公民联盟                            | 1961年8月29日—1961年9月12日             |                                         | 阿图罗·弗朗迪西                         |
| 77                                             | 罗伯托·埃切帕尔博尔达                   |                                         | 激进公民联盟                            | 1961年9月12日—1962年3月29日             |                                         | 阿图罗·弗朗迪西                         |
| 77                                             | 罗伯托·埃切帕尔博尔达                   | 1962年3月29日—1962年4月5日              | 激进公民联盟                            |                                         | 何塞·马利亚·圭多                        |                                         |
| 78                                             | 马里亚诺·何塞·德拉戈                    |                                         | 无党派人士                              | 1962年4月5日—1962年4月30日              | 何塞·马利亚·圭多                        |                                         |
| 79                                             | 博尼法西奥·德尔卡里尔                   |                                         | 无党派人士                              | 1962年4月30日—1962年10月5日             | 何塞·马利亚·圭多                        |                                         |
| 80                                             | 卡洛斯·曼努埃尔·穆尼斯                  |                                         | 无党派人士                              | 1962年10月5日—1963年5月14日             | 何塞·马利亚·圭多                        |                                         |
| 81                                             | 胡安·卡洛斯·科尔迪尼                    |                                         | 无党派人士                              | 1963年5月14日—1963年10月12日            | 何塞·马利亚·圭多                        |                                         |
| 82                                             | 米格尔·安赫尔·萨瓦拉·奥尔蒂斯           |                                         | 激进公民联盟                            | 1963年10月12日—1966年6月28日            |                                         | 阿图罗·翁贝托·伊利亚                    |
| 83                                             | 尼卡诺尔·科斯塔·门德斯                  |                                         | 无党派人士                              | 1966年6月28日—1969年6月16日             |                                         | 胡安·卡洛斯·翁加尼亚                    |
| 84                                             | 胡安·B·马丁                             |                                         | 无党派人士                              | 1969年6月16日—1970年6月18日             |                                         | 胡安·卡洛斯·翁加尼亚                    |
| 85                                             | 路易斯·玛丽亚·德保罗·帕尔多             |                                         | 无党派人士                              | 1970年6月18日—1971年3月22日             |                                         | 罗贝托·马塞罗·雷文斯东                  |
| 85                                             | 路易斯·玛丽亚·德保罗·帕尔多             | 1971年3月22日—1972年6月22日             | 无党派人士                              |                                         | 亚历杭德罗·阿古斯汀·拉努塞              |                                         |
| 86                                             | 爱德华多·麦克洛克林                     |                                         | 无党派人士 (军队)                       | 1972年6月22日—1973年5月25日             | 亚历杭德罗·阿古斯汀·拉努塞              |                                         |
| 87                                             | 胡安·卡洛斯·普伊赫                      |                                         | 正义党                                  | 1973年5月25日—1973年7月13日             |                                         | 埃克托尔·何塞·坎波拉                    |
| 88                                             | 阿尔韦托·维涅斯                         |                                         | 正义党                                  | 1973年7月13日—1973年10月12日            |                                         | 劳尔·阿尔韦托·拉斯蒂里                  |
| 88                                             | 阿尔韦托·维涅斯                         | 1973年10月12日—1974年7月1日             | 正义党                                  |                                         | 胡安·多明戈·庇隆                        |                                         |
| 88                                             | 阿尔韦托·维涅斯                         | 1974年7月1日—1975年8月11日              | 正义党                                  |                                         | 伊莎貝爾·裴隆                           |                                         |
| 89                                             | 安赫尔·费德里科·罗夫莱多                |                                         | 正义党                                  | 1975年8月11日—1975年9月16日             | 伊莎貝爾·裴隆                           |                                         |
| 90                                             | 曼努埃尔·阿劳斯·卡斯泰                  |                                         | 正义党                                  | 1975年9月16日—1976年1月14日             | 伊莎貝爾·裴隆                           |                                         |
| 91                                             | 劳尔·阿尔韦托·基哈诺                    |                                         | 正义党                                  | 1976年1月14日—1976年3月24日             | 伊莎貝爾·裴隆                           |                                         |
| 92                                             | 塞萨尔·奥古斯托·古泽蒂                  |                                         | 无党派人士 (军队)                       | 1976年3月24日—1977年5月23日             |                                         | 豪尔赫·拉斐尔·魏地拉                    |
| 93                                             | 奥斯卡·安东尼奥·蒙特斯                  |                                         | 无党派人士 (军队)                       | 1977年5月23日—1978年10月27日            |                                         | 豪尔赫·拉斐尔·魏地拉                    |
| 94                                             | 卡洛斯·华盛顿·帕斯托尔                  |                                         | 无党派人士 (军队)                       | 1978年11月5日—1981年3月29日             |                                         | 豪尔赫·拉斐尔·魏地拉                    |
| 95                                             | 奥斯卡·卡米利翁                         |                                         | MID                                     | 1981年3月29日—1981年12月12日            |                                         | 罗伯托·爱德华多·比奥拉                  |
| 96                                             | 诺韦尔托·科托                           |                                         | 无党派人士 (军队)                       | 1981年12月12日—1981年12月22日           |                                         | 卡洛斯·拉科斯特                         |
| 97                                             | 尼卡诺尔·科斯塔·门德斯                  |                                         | 无党派人士                              | 1981年12月22日—1982年7月2日             |                                         | 莱奥波尔多·加尔铁里                     |
| 98                                             | 胡安·拉蒙·阿吉雷·拉纳里                 |                                         | 科连特斯自由党                          | 1982年7月2日—1983年12月10日             |                                         | 雷纳尔多·比尼奥内                       |
| 99                                             | 丹特·卡普托                             |                                         | 激进公民联盟                            | 1983年12月10日—1989年5月26日            |                                         | 劳尔·阿方辛                             |
| 100                                            | 苏珊娜·鲁伊斯·切鲁蒂                    |                                         | 激进公民联盟                            | 1989年5月26日—1989年7月8日              |                                         | 劳尔·阿方辛                             |
| 外交、国际贸易和宗教事务部（1989年—2010年）    |                                         |                                         |                                         |                                         |                                         |                                         |
| 101                                            | 多明戈·卡瓦洛                           |                                         | 正义党                                  | 1989年7月8日—1991年1月31日              |                                         | 卡洛斯·梅内姆                           |
| 102                                            | 吉多·迪泰拉                             |                                         | 正义党                                  | 1991年1月31日—1999年12月10日            |                                         | 卡洛斯·梅内姆                           |
| 103                                            | 阿达尔韦托·罗德里格斯·贾瓦里尼          |                                         | 激进公民联盟                            | 1999年12月10日—2001年12月21日           |                                         | 费尔南多·德拉鲁阿                       |
| 103                                            | 阿达尔韦托·罗德里格斯·贾瓦里尼          | 2001年12月21日—2001年12月23日           | 激进公民联盟                            |                                         | 拉蒙·普埃尔塔                           |                                         |
| 104                                            | 何塞·马里亚·贝内特                      |                                         | 正义党                                  | 2001年12月23日—2002年1月3日             |                                         | 阿道佛·罗德里格斯·萨阿                  |
| 105                                            | 卡洛斯·鲁考夫                           |                                         | 正义党                                  | 2002年1月3日—2003年5月25日              |                                         | 爱德华多·杜阿尔德                       |
| 106                                            | 拉斐尔·别尔萨                           |                                         | 正义党                                  | 2003年5月25日—2005年12月3日             |                                         | 内斯托尔·基什内尔                       |
| 107                                            | 豪尔赫·塔亚纳                           |                                         | 正义党                                  | 2005年12月3日—2007年12月10日            |                                         | 内斯托尔·基什内尔                       |
| 107                                            | 豪尔赫·塔亚纳                           | 2007年12月10日—2010年6月18日            | 正义党                                  |                                         | 克里斯蒂娜·费尔南德斯·德基什内尔        |                                         |
| 外交和宗教事务部（2010年—2019年）              |                                         |                                         |                                         |                                         |                                         |                                         |
| 108                                            | 埃克托尔·蒂梅尔曼                       |                                         | 正义党                                  | 2010年6月18日—2015年12月10日            |                                         | 克里斯蒂娜·费尔南德斯·德基什内尔        |
| 109                                            | 苏珊娜·马尔科拉                         |                                         | 激进公民联盟                            | 2015年12月10日—2017年6月12日            |                                         | 毛里西奥·马克里                         |
| 110                                            | 豪尔赫·福列                             |                                         | 无党派人士                              | 2017年6月12日—2019年12月10日            |                                         | 毛里西奥·马克里                         |
| 外交、国际贸易和宗教事务部（2019年至今）       |                                         |                                         |                                         |                                         |                                         |                                         |
| 111                                            | 费利佩·索拉                             |                                         | 正义党                                  | 2019年12月10日—2021年9月20日            |                                         | 阿尔韦托·费尔南德斯                     |
| 112                                            | 圣地亚哥·卡菲罗                         |                                         | 正义党                                  | 2021年9月20日—2023年12月10日            |                                         | 阿尔韦托·费尔南德斯                     |
| 113                                            | 黛安娜·蒙迪诺                           |                                         | 无党派人士                              | 2023年12月10日—2024年10月30日           |                                         | 哈维尔·米莱                             |
| 114                                            | 赫拉尔多·韦特海因                       |                                         | 无党派人士                              | 2024年10月30日至今                      |                                         | 哈维尔·米莱                             |